# Нореа (Кунео)
Нореа је насеље у Италији у округу Кунео, региону Пијемонт.
Према процени из 2011. у насељу је живело 83 становника. Насеље се налази на надморској висини од 665 м.